# XXX Brygada Piechoty (II RP)
XXX Brygada Piechoty Wielkopolskiej (XXX BP) – brygada piechoty Wojska Polskiego II RP.

## Historia brygady
Na podstawie rozkazu Nr 1200/Z Departamentu I Ministerstwa Spraw Wojskowych z 10 grudnia 1919 roku „Przeprowadzenie zjednoczenia Armii Wielkopolskiej z Armią Krajową” dotychczasowa II Brygada 2 Dywizji Strzelców Wielkopolskich została z dniem 1 stycznia 1920 roku przemianowana na XXX Brygadę Piechoty Wielkopolskiej, a wchodzące w jej skład 7 i 8 pułki strzelców, odpowiednio na 61 i 62 pułki piechoty wielkopolskiej. Brygada była formacją frontową podległą w czasie wojny Naczelnemu Dowództwu. Na terenie Okręgu Generalnego „Poznań” zostały rozmieszczone formacje „krajowe”, których zadaniem było uzupełnianie walczących jednostek. Dotychczasowy batalion zapasowy 7 pułku strzelców w Gnieźnie został przemianowany na batalion zapasowy 61 pułku piechoty wielkopolskiej, natomiast batalion zapasowy 8 pułku strzelców w Wągrowcu został przemianowany na batalion zapasowy 62 pułku piechoty wielkopolskiej i miał zostać dyslokowany do Bydgoszczy. Dowództwo brygady także miało być przeniesione z Wągrowca do Bydgoszczy. XXX Brygada Piechoty Wielkopolskiej weszła w skład 15 Dywizji Piechoty Wielkopolskiej. 
W 1921 roku XXX BP została rozwiązana.

## Organizacja
Organizacja brygady z dnia 1 stycznia 1920 roku
- dowództwo XXX Brygady Piechoty Wielkopolskiej
- 61 pułk piechoty wielkopolskiej
- 62 pułk piechoty wielkopolskiej

## Dowódcy brygady
- płk Tadeusz Gałecki (przed wyprawą kijowską)[3] (od 22 V 1920)[4]